# Agyrtidia
Agyrtidia is een geslacht uit de onderfamilie van de Beervlinders (Arctiinae) uit de Familie van de Spinneruilen.

## Soorten
- A. olivensis Filho & do Rego Barros, 1970
- A. uranophila Walker, 1866